# The Orthodox Corruption of Scripture
The Orthodox Corruption of Scripture – książka z dziedziny krytyki tekstu Nowego Testamentu, napisana przez Barta Ehrmana i wydana w roku 1993 przez wydawnictwo Oxford University Press. W 2011 roku ukazało się drugie poszerzone wydanie tej książki. Książka zajmuje się intencjonalnymi zmianami tekstu Nowego Testamentu dokonanymi przez „proto-ortodoksów”. Popularną wersją tej książki jest Przeinaczanie Jezusa. Książka cieszy się opinią cennego wkładu w rozwój krytyki tekstu Nowego Testamentu, jakkolwiek zarzuca się jej wyciąganie zbyt daleko idących wniosków.

## Treść książki
Dawni krytycy tekstu winę za powstanie wariantów tekstowych zrzucali zwykle na heretyków. Ehrman natomiast główną winę zrzucił na „proto-ortodoksów” (termin utworzony przez niego). Przez ortodoksję Ehrman rozumie tę formę chrześcijaństwa, która zwyciężyła w IV wieku, przez „proto-ortodoksję” rozumie tę formę, która w II-III wiekach poprzedzała ją. Do „proto-ortodoksów” zalicza Ignacego Antiocheńskiego, Polikarpa, Justyna Męczennika, Ireneusza z Lyonu, Tertuliana, Hipolita Rzymskiego, Klemensa Aleksandryjskiego i Orygenesa. Ehrman twierdzi, że kopiści zmieniali tekst Nowego Testamentu w kierunku doktryny, która zwyciężyła w IV wieku. Zmiany, które wprowadzali dotyczyć mają głównie chrystologii .
Wśród zmian dokonanych przez „proto-ortodoksów” Ehrman wyróżnia kilka grup, jedna z nich była zwrócona przeciw adopcjanistom (omawia je na stronach 47–118), inna jest konsekwencją walki z separacjonistami (strony 119–180), trzecia zwrócona jest przeciw doketom (strony 181–261). W rozdziale piątym zastanawia się nad złożonością problemów, z jakimi musieli się uporać „proto-ortodoksi” w ich walce z patrypasjanizmem oraz modalizmem (strony 262–273) .
Według Ehrmana zmiany dokonane przeciwko adopcjanistom miały na celu uniknięcie poglądów, że Jezus miał ludzkiego ojca, albo że został adoptowany jako Syn Boży podczas chrztu. Jako przykłady podaje opuszczenie słowa „rodzice” w Łk 2,27, zamiana „Józefa” na „ojca” w Łk 2,33, zamiana „Józefa i Marii” na „rodziców” w Łk 2,43 przez niektóre rękopisy.
Jako jeden z przykładów ingerencji dokonanej przeciwko separatystom Ehrman podaje 1 J 4,3:
- παν πνευμα ο μη ομολοπγει τον Ιησουν (każdy duch, który nie wyzna Jezusa) nie jest od Boga
- παν πνευμα ο λυει τον Ιησουν (każdy duch, który oddziela się od Jezusa) nie jest od Boga

Jako przykłady interpolacji dokonanych przeciwko doketom podaje Łk 22,43-44; 24,12; „syn Boży” w Mk 1,1 .

## Recenzje
Książka spotkała się zarówno z pochlebnymi, jak i krytycznymi recenzjami i uznano ją za ważny wkład w rozwój krytyki tekstu NT. Wytknięto jej jednak wyciąganie zbyt daleko idących wniosków. Gordon D. Fee zarzucił, że Ehrman zbyt często możliwość zamienia na prawdopodobieństwo, a prawdopodobieństwo na pewność, w sytuacji gdy inne wytłumaczenia na powstanie danego wariantu też są możliwe.
Tommy Wasserman zarzucił, że przejrzał całą tradycję tekstową tylko dla poparcia z góry postawionej tezy, bez uwzględnienia celów poszczególnych świadków. Drugim postawionym zarzutem jest zbyt mechaniczne traktowanie poszczególnych fragmentów NT. Ilekroć Ehrman napotka jakiekolwiek zróżnicowanie tekstowe we fragmencie odnoszącym się do chrystologii, wtedy zbyt arbitralnie identyfikuje jeden wariant jako oryginalny, a drugi jako ortodoksyjną zmianę.
Daniel B. Wallace zarzucił Ehrmanowi, że mamy przynajmniej jeden przykład wiernie przekazywanego tekstu NT: Papirus Bodmer XIV-XV i Kodeks Watykański. Zgodność pomiędzy nimi jest wyższa niż zgodność pomiędzy jakimikolwiek innymi dwoma wczesnymi rękopisami Nowego Testamentu, a dzieli je od siebie 100–150 lat. Przykład ten jest dowodem na to, że przynajmniej w niektórych przypadkach kopiści starannie kopiowali tekst . Wallace powołał się również na brak jakichkolwiek dowodów na to, by we wczesnym chrześcijaństwie niszczono oryginalne rękopisy Nowego Testamentu. Todd Brewer zarzucił, że Ehrman prawdopodobnie przecenia wpływ debat chrystologicznych we wczesnym chrześcijaństwie na kształt tekstu NT .